# Tjavdartsi
Tjavdartsi (bulgariska: Чавдарци) är ett distrikt i Bulgarien.   Det ligger i kommunen Obsjtina Lovetj och regionen Lovetj, i den centrala delen av landet, 150 km öster om huvudstaden Sofia.
Omgivningarna runt Tjavdartsi är en mosaik av jordbruksmark och naturlig växtlighet. Runt Tjavdartsi är det ganska glesbefolkat, med 36 invånare per kvadratkilometer.